# Transdev SETRA
La SETRA, ou Société d'exploitation, de transports et de réparations automobiles, exploite un réseau de bus composé d'un sous-réseau et de plusieurs lignes desservant le sud-est du département du Val-de-Marne ainsi que le département de Seine-et-Marne. Elle appartient au groupe Transdev depuis le désengagement de Veolia en mars 2013.

## Histoire
L’entreprise est immatriculée en 1980, elle employait en 2021 216 personnes pour un chiffre d’affaires de 22 millions d’euros.
La société est implantée à Brie-Comte-Robert jusqu’au 1er janvier 2023, date où le centre est repris par Keolis, ainsi qu’à Boissy-Saint-Léger.
Le siège social est déplacé en janvier 2023 au 3 allée de Grenelle à Issy-les-Moulineaux.

### Ouverture à la concurrence
En raison de l'ouverture à la concurrence des réseaux d'autobus en Île-de-France, le réseau de bus du Pays Briard est créé le 1er janvier 2023, correspondant à la délégation de service public numéro 13 établie par Île-de-France Mobilités. Les lignes 7, 10 et 21 du réseau Arlequin sont reprises par Keolis, tout comme la ligne Mobilien 23.
Le 1er août 2023, la ligne 12 est intégrée au réseau de bus Marne et Seine.

## Le réseau Briebus

### Service du mardi, vendredi et dimanche
| Ligne | Caractéristiques | Caractéristiques                                    | Caractéristiques                                    | Caractéristiques                                    | Caractéristiques                                    | Caractéristiques                                    | Caractéristiques                                    | Caractéristiques                                    | Caractéristiques                                    |
| 1     | Briebus Boucle 1 | Briebus Boucle 1                                    | Briebus Boucle 1                                    | Briebus Boucle 1                                    | Briebus Boucle 1                                    | Briebus Boucle 1                                    | Briebus Boucle 1                                    | Briebus Boucle 1                                    | Briebus Boucle 1                                    |
| 1     | Brie-Comte-Robert - Place des Fêtes ⥋ via Le Safran | Brie-Comte-Robert - Place des Fêtes ⥋ via Le Safran | Brie-Comte-Robert - Place des Fêtes ⥋ via Le Safran | Brie-Comte-Robert - Place des Fêtes ⥋ via Le Safran | Brie-Comte-Robert - Place des Fêtes ⥋ via Le Safran | Brie-Comte-Robert - Place des Fêtes ⥋ via Le Safran | Brie-Comte-Robert - Place des Fêtes ⥋ via Le Safran | Brie-Comte-Robert - Place des Fêtes ⥋ via Le Safran | Brie-Comte-Robert - Place des Fêtes ⥋ via Le Safran |
| ----- | --- | --------------------------------------------------- | --------------------------------------------------- | --------------------------------------------------- | --------------------------------------------------- | --------------------------------------------------- | --------------------------------------------------- | --------------------------------------------------- | --------------------------------------------------- |
| 1     | Ouverture / Fermeture — / — | Longueur —                                          | Durée 10 à 15 min                                   | Nb. d’arrêts 11                                     | Matériel —                                          | Jours de fonctionnement Ma, V, D                    | Jour / Soir / Nuit / Fêtes O / N / N / O            | Voy. / an —                                         | Dépôt —                                             |
| 1     | Desserte : - Ville et lieux desservis : Brie-Comte-Robert. |                                                     |                                                     |                                                     |                                                     |                                                     |                                                     |                                                     |                                                     |
| 1     | Autre : - Zone traversée : néant (service gratuit). - Arrêts non accessibles aux UFR : — - Amplitudes horaires : La ligne fonctionne le mardi, vendredi, dimanche et jours de fêtes de 8 h 20 à 12 h 20. - Date de dernière mise à jour : 26 novembre 2015. |                                                     |                                                     |                                                     |                                                     |                                                     |                                                     |                                                     |                                                     |
| 1     | Dernière actualisation : — |                                                     |                                                     |                                                     |                                                     |                                                     |                                                     |                                                     |                                                     |
| 2     | Briebus Boucle 2 | Briebus Boucle 2                                    | Briebus Boucle 2                                    | Briebus Boucle 2                                    | Briebus Boucle 2                                    | Briebus Boucle 2                                    | Briebus Boucle 2                                    | Briebus Boucle 2                                    | Briebus Boucle 2                                    |
| 2     | Brie-Comte-Robert - Place des Fêtes ⥋ via Ambroise Paré |                                                     |                                                     |                                                     |                                                     |                                                     |                                                     |                                                     |                                                     |
| 2     | Ouverture / Fermeture — / — | Longueur —                                          | Durée 25 min                                        | Nb. d’arrêts 22                                     | Matériel —                                          | Jours de fonctionnement Ma, V, D                    | Jour / Soir / Nuit / Fêtes O / N / N / O            | Voy. / an —                                         | Dépôt —                                             |
| 2     | Desserte : - Ville et lieux desservis : Brie-Comte-Robert. |                                                     |                                                     |                                                     |                                                     |                                                     |                                                     |                                                     |                                                     |
| 2     | Autre : - Zone traversée : néant (service gratuit). - Arrêts non accessibles aux UFR : — - Amplitudes horaires : La ligne fonctionne le mardi, vendredi, dimanche et jours de fêtes de 8 h 35 à 12 h 50. - Date de dernière mise à jour : 26 novembre 2015. |                                                     |                                                     |                                                     |                                                     |                                                     |                                                     |                                                     |                                                     |
| 2     | Dernière actualisation : — |                                                     |                                                     |                                                     |                                                     |                                                     |                                                     |                                                     |                                                     |
| 3     | Briebus Boucle 3 | Briebus Boucle 3                                    | Briebus Boucle 3                                    | Briebus Boucle 3                                    | Briebus Boucle 3                                    | Briebus Boucle 3                                    | Briebus Boucle 3                                    | Briebus Boucle 3                                    | Briebus Boucle 3                                    |
| 3     | Brie-Comte-Robert - Place des Fêtes ⥋ via Grands Moulins |                                                     |                                                     |                                                     |                                                     |                                                     |                                                     |                                                     |                                                     |
| 3     | Ouverture / Fermeture — / — | Longueur —                                          | Durée 15 min                                        | Nb. d’arrêts 11                                     | Matériel —                                          | Jours de fonctionnement Ma, V, D                    | Jour / Soir / Nuit / Fêtes O / N / N / O            | Voy. / an —                                         | Dépôt —                                             |
| 3     | Desserte : - Ville et lieux desservis : Brie-Comte-Robert. |                                                     |                                                     |                                                     |                                                     |                                                     |                                                     |                                                     |                                                     |
| 3     | Autre : - Zone traversée : néant (service gratuit). - Arrêts non accessibles aux UFR : — - Amplitudes horaires : La ligne fonctionne le mardi, vendredi, dimanche et jours de fêtes de 9 h à 13 h 5. - Date de dernière mise à jour : 26 novembre 2015.     |                                                     |                                                     |                                                     |                                                     |                                                     |                                                     |                                                     |                                                     |
| 3     | Dernière actualisation : — |                                                     |                                                     |                                                     |                                                     |                                                     |                                                     |                                                     |                                                     |
| 4     | Briebus Boucle 4 | Briebus Boucle 4                                    | Briebus Boucle 4                                    | Briebus Boucle 4                                    | Briebus Boucle 4                                    | Briebus Boucle 4                                    | Briebus Boucle 4                                    | Briebus Boucle 4                                    | Briebus Boucle 4                                    |
| 4     | Brie-Comte-Robert — Place des Fêtes ⥋ via Moulin Fleuri |                                                     |                                                     |                                                     |                                                     |                                                     |                                                     |                                                     |                                                     |
| 4     | Ouverture / Fermeture — / — | Longueur —                                          | Durée 15 min                                        | Nb. d’arrêts 11                                     | Matériel —                                          | Jours de fonctionnement Ma, V, D                    | Jour / Soir / Nuit / Fêtes O / N / N / O            | Voy. / an —                                         | Dépôt —                                             |
| 4     | Desserte : - Ville et lieux desservis : Brie-Comte-Robert. |                                                     |                                                     |                                                     |                                                     |                                                     |                                                     |                                                     |                                                     |
| 4     | Autre : - Zone traversée : néant (service gratuit). - Arrêts non accessibles aux UFR : — - Amplitudes horaires : La ligne fonctionne le mardi, vendredi, dimanche et jours de fêtes de 9 h 15 à 12 h 5. - Date de dernière mise à jour : 26 novembre 2015.  |                                                     |                                                     |                                                     |                                                     |                                                     |                                                     |                                                     |                                                     |
| 4     | Dernière actualisation : — |                                                     |                                                     |                                                     |                                                     |                                                     |                                                     |                                                     |                                                     |

### Service du mercredi
| Ligne | Caractéristiques | Caractéristiques                                                                     | Caractéristiques                                                                     | Caractéristiques                                                                     | Caractéristiques                                                                     | Caractéristiques                                                                     | Caractéristiques                                                                     | Caractéristiques                                                                     | Caractéristiques                                                                     |
| A     | Briebus Boucle A | Briebus Boucle A                                                                     | Briebus Boucle A                                                                     | Briebus Boucle A                                                                     | Briebus Boucle A                                                                     | Briebus Boucle A                                                                     | Briebus Boucle A                                                                     | Briebus Boucle A                                                                     | Briebus Boucle A                                                                     |
| A     | Brie-Comte-Robert - Galilée (Novoviande, Lidl) ⥋ Brie-Comte-Robert - Parking Hyper U | Brie-Comte-Robert - Galilée (Novoviande, Lidl) ⥋ Brie-Comte-Robert - Parking Hyper U | Brie-Comte-Robert - Galilée (Novoviande, Lidl) ⥋ Brie-Comte-Robert - Parking Hyper U | Brie-Comte-Robert - Galilée (Novoviande, Lidl) ⥋ Brie-Comte-Robert - Parking Hyper U | Brie-Comte-Robert - Galilée (Novoviande, Lidl) ⥋ Brie-Comte-Robert - Parking Hyper U | Brie-Comte-Robert - Galilée (Novoviande, Lidl) ⥋ Brie-Comte-Robert - Parking Hyper U | Brie-Comte-Robert - Galilée (Novoviande, Lidl) ⥋ Brie-Comte-Robert - Parking Hyper U | Brie-Comte-Robert - Galilée (Novoviande, Lidl) ⥋ Brie-Comte-Robert - Parking Hyper U | Brie-Comte-Robert - Galilée (Novoviande, Lidl) ⥋ Brie-Comte-Robert - Parking Hyper U |
| ----- | --- | ------------------------------------------------------------------------------------ | ------------------------------------------------------------------------------------ | ------------------------------------------------------------------------------------ | ------------------------------------------------------------------------------------ | ------------------------------------------------------------------------------------ | ------------------------------------------------------------------------------------ | ------------------------------------------------------------------------------------ | ------------------------------------------------------------------------------------ |
| A     | Ouverture / Fermeture — / — | Longueur —                                                                           | Durée 30 à 40 min                                                                    | Nb. d’arrêts 24                                                                      | Matériel —                                                                           | Jours de fonctionnement Me                                                           | Jour / Soir / Nuit / Fêtes O / N / N / N                                             | Voy. / an —                                                                          | Dépôt —                                                                              |
| A     | Desserte : - Ville et lieux desservis : Brie-Comte-Robert. |                                                                                      |                                                                                      |                                                                                      |                                                                                      |                                                                                      |                                                                                      |                                                                                      |                                                                                      |
| A     | Autre : - Zone traversée : néant (service gratuit). - Arrêts non accessibles aux UFR : — - Amplitudes horaires : La ligne fonctionne le mercredi de 13 h 20 à 17 h 40. - Date de dernière mise à jour : 26 novembre 2015. |                                                                                      |                                                                                      |                                                                                      |                                                                                      |                                                                                      |                                                                                      |                                                                                      |                                                                                      |
| A     | Dernière actualisation : — |                                                                                      |                                                                                      |                                                                                      |                                                                                      |                                                                                      |                                                                                      |                                                                                      |                                                                                      |
| B     | Briebus Boucle B | Briebus Boucle B                                                                     | Briebus Boucle B                                                                     | Briebus Boucle B                                                                     | Briebus Boucle B                                                                     | Briebus Boucle B                                                                     | Briebus Boucle B                                                                     | Briebus Boucle B                                                                     | Briebus Boucle B                                                                     |
| B     | Brie-Comte-Robert - Galilée (Novoviande, Lidl) ⥋ Brie-Comte-Robert - Parking Hyper U |                                                                                      |                                                                                      |                                                                                      |                                                                                      |                                                                                      |                                                                                      |                                                                                      |                                                                                      |
| B     | Ouverture / Fermeture — / — | Longueur —                                                                           | Durée 35 à 40 min                                                                    | Nb. d’arrêts 29                                                                      | Matériel —                                                                           | Jours de fonctionnement Me                                                           | Jour / Soir / Nuit / Fêtes O / N / N / N                                             | Voy. / an —                                                                          | Dépôt —                                                                              |
| B     | Desserte : - Ville et lieux desservis : Brie-Comte-Robert. |                                                                                      |                                                                                      |                                                                                      |                                                                                      |                                                                                      |                                                                                      |                                                                                      |                                                                                      |
| B     | Autre : - Zone traversée : néant (service gratuit). - Arrêts non accessibles aux UFR : — - Amplitudes horaires : La ligne fonctionne le mercredi de 13 h 45 à 18 h 10. - Date de dernière mise à jour : 26 novembre 2015. |                                                                                      |                                                                                      |                                                                                      |                                                                                      |                                                                                      |                                                                                      |                                                                                      |                                                                                      |
| B     | Dernière actualisation : — |                                                                                      |                                                                                      |                                                                                      |                                                                                      |                                                                                      |                                                                                      |                                                                                      |                                                                                      |
| C     | Briebus Boucle C | Briebus Boucle C                                                                     | Briebus Boucle C                                                                     | Briebus Boucle C                                                                     | Briebus Boucle C                                                                     | Briebus Boucle C                                                                     | Briebus Boucle C                                                                     | Briebus Boucle C                                                                     | Briebus Boucle C                                                                     |
| C     | Brie-Comte-Robert - Galilée (Novoviande, Lidl) ⥋ Brie-Comte-Robert - Parking Hyper U |                                                                                      |                                                                                      |                                                                                      |                                                                                      |                                                                                      |                                                                                      |                                                                                      |                                                                                      |
| C     | Ouverture / Fermeture — / — | Longueur —                                                                           | Durée 25 min                                                                         | Nb. d’arrêts 15                                                                      | Matériel —                                                                           | Jours de fonctionnement Me                                                           | Jour / Soir / Nuit / Fêtes O / N / N / N                                             | Voy. / an —                                                                          | Dépôt —                                                                              |
| C     | Desserte : - Ville et lieux desservis : Brie-Comte-Robert. |                                                                                      |                                                                                      |                                                                                      |                                                                                      |                                                                                      |                                                                                      |                                                                                      |                                                                                      |
| C     | Autre : - Zone traversée : néant (service gratuit). - Arrêts non accessibles aux UFR : — - Amplitudes horaires : La ligne fonctionne le mercredi de 14 h 25 à 17 h. - Date de dernière mise à jour : 26 novembre 2015.    |                                                                                      |                                                                                      |                                                                                      |                                                                                      |                                                                                      |                                                                                      |                                                                                      |                                                                                      |
| C     | Dernière actualisation : — |                                                                                      |                                                                                      |                                                                                      |                                                                                      |                                                                                      |                                                                                      |                                                                                      |                                                                                      |

## Identité visuelle

Logo du Briebus